# レリッヒ＝ディキシミエの定理
関数解析学においてレリッヒ＝ディキシミエの定理（レリッヒ＝ディキシミエの定理のていり、英: Rellich–Dixmier theorem）とは、正準交換関係 (Canonical Commutation Relation, CCR) の表現の一意性に関する定理。CCRの表現が一定の条件を満たせば、シュレディンガー表現と呼ばれる自己共役な掛算作用素と微分作用素の組による表現、またはその直和表現とユニタリ同値であることを主張する。定理の名はその証明を与えた数学者フランツ・レリッヒとジャック・ディキシミエの名前に由来する。ストーン＝フォン・ノイマンの定理と同様に、量子力学の数学的基礎付けを与える。

## 導入
量子力学における運動量と位置の関係のように、作用素 P, Q に対し、その交換子 [P, Q] = PQ − QP が満たす関係
{\displaystyle [P,Q]=-iI\quad (i={\sqrt {-1}})}
を正準交換関係 (CCR) と呼ぶ。ただし、I は恒等作用素である。ヒルベルト空間 H として二乗可積分関数全体のなす L2(R) をとり、Q, P をそれぞれ自己共役な掛算作用素と微分作用素
{\displaystyle Q\psi (x)=x\psi (x)\qquad \psi (x)\in D(Q)=\{\varphi (x)\in L^{2}(\mathbb {R} )|x\varphi (x)\in L^{2}(\mathbb {R} )\}}
{\displaystyle P\psi (x)={\frac {1}{i}}{\frac {d}{dx}}\psi (x)\qquad \psi (x)\in D(P)=\{\varphi (x)\in L^{2}(\mathbb {R} )|\varphi (x)\operatorname {is} \operatorname {absolutely} \operatorname {continuous,} {\frac {d}{dx}}\varphi (x)\in L^{2}(\mathbb {R} )\}}
として表現すると H の稠密な部分空間で P, Q はCCRを満たす。これをCCRのシュレディンガー表現と呼ぶ。
レリッヒ＝ディキシミエの定理はP、Q がヒルベルト空間上の線形作用素による、一定の条件を満たすCCRの表現であるとしたときに、それらがシュレディンガー表現、またはその直和表現とユニタリ同値の違いを除いて一意的であることを主張する。

## 定理の内容
(P, Q) を可分なヒルベルト空間 H における閉対称作用素の組とする。このとき、(P, Q) がシュレディンガー表現の直和表現とユニタリ同値であることと、次の条件は同値である。
定義域の共通部分 D(P) ∩ D(Q) に含まれる、H の稠密な部分空間 D で、以下を満たすものが存在する。
1. D は P, Q の作用に対し、不変 (P D ⊂ D, Q D ⊂ D) である。
2. P2 + Q2は D 上で本質的に自己共役である。
3. D 上で、P, Q は正準交換関係を満たす。

特に、この条件1.-3.が満たされるとき、P, Q は自己共役作用素であるともに、D への制限は本質的に自己共役となる。

### 注
1. ↑  例えば、急減少関数のなす空間 S(R) (⊂ D(P) ∩ D(Q)).